# لي باري
لي باري (بالألمانية: Lee Parry)‏ هي ممثلة ألمانية، ولدت في 14 يناير 1901 في ميونخ في ألمانيا، وتوفيت في 24 يناير 1977 في باد تولتس في ألمانيا.

## وصلات خارجية
- لي باري على موقع IMDb (الإنجليزية)
- لي باري على موقع ألو سيني (الفرنسية)
- لي باري على موقع أول موفي (الإنجليزية)
- لي باري على موقع ديسكوغز (الإنجليزية)
- لي باري على موقع قاعدة بيانات الفيلم (الإنجليزية)
- لي باري على موقع كينوبويسك (الروسية)